# Ketch
En ketch er i skibsterminologien et skib med to  master, hvor den forreste (stormasten) er højere end den agterste (mesanmasten). På nogle typer er de gaffelriggede. Masterne er typisk udført i to dele med undermaster og topmast, og på begge master kan der desuden føres topsejl med eller uden topsejlsstang. Desuden skal mesanmasten stå foran rattet.